# Dancing with the Stars (Costa Rica)
Dancing with the Stars Costa Rica es un programa de telerrealidad (Reality Show) costarricense de baile, que fue estrenado el 24 de agosto de 2014 por Televisora de Costa Rica. El programa es la versión costarricense de la serie de televisión británica Strictly Come Dancing. El programa es presentado por Randall Vargas, al lado de Shirley Álvarez, quien es la copresentadora. Boris Sossa fue copresentador en la temporada 2. Mauricio Hoffamn fue copresentador en la temporada 3. Bismarck Méndez copresentó la temporada 4 y 5. Natalia Carvajal fue la copresentadora en la temporada 6 del programa.
Costa Rica se convirtió en el país número 49 en adaptar el formato y el segundo en Centroamérica después de Panamá. En febrero de 2014, se anunció la compra del formato del programa por parte de BBC a Teletica.
El formato del programa consiste en parejas formadas por una celebridad junto a un bailarín profesional. Cada pareja realiza bailes predeterminados y compite contra las otras por los puntajes de los jueces y los votos del público. La pareja que recibe el menor puntaje combinado de los puntajes del jurado y los votos del público es eliminada cada semana hasta que una pareja es coronada campeona.

## Elenco

### Presentadores
Randall Vargas y Shirley Álvarez han sido los presentadores desde el estreno del programa en 2014. Junto a ellos, en la temporada 2, se unió a la conducción del backstage Boris Sosa. Él fue reemplazado por Mauricio Hoffman en la temporada 3, que luego fue reemplazado por Bismarck Méndez, segundo puesto de la temporada 3, en las temporadas 4 y 5. A partir de la temporada 6, estuvo a cargo de Natalia Carvajal.

### Jurado
Los jueces regulares son David Martínez, quien se desempeña como juez principal, Flor Urbina quien fue remplazada por Silvia Baltodano en la temporada 7 Y Álex Costa. El actor y cantante César Meléndez (†) se desempeñó como juez en las temporadas 1 y 2 (2014-15). 
El actor y comediante Álex Costa, quien fue el ganador de la temporada 1, se unió, de manera permanente, al panel de jueces desde la temporada 3, debido al deterioro de la salud (y posterior fallecimiento) de Meléndez.
Durante una gala de la temporada 5 (2018), el prestigioso bailarín español Isaac Rovira, se unió como juez invitado al plantel. En la gala 4 de la temporada 6 (2019), el ganador de la cuarta temporada (2017), el presentador Víctor Carvajal, fungió como tercer juez, por la ausencia de Álex Costa.

### Línea de tiempo del elenco
Clave de color:
| Presentador | Copresentadora | Backstage | Juez | Concursante | Juez invitado |

| Randall Vargas     |
| Shirley Álvarez    |
| Natalia Carvajal   |
| Natalia Rodríguez  |
| María González     |
| Boris Sosa         |
| Mauricio Hoffman   |
| Bismarck Méndez    |
| Flor Urbina        |
| David Martínez     |
| Álex Costa         |
| César Melendez (†) |
| Isaac Rovira       |
| Silvia Baltodano   |

### Parejas
Un total de 70 celebridades han aparecido en las 7 temporadas del programa. Para cada temporada, las celebridades son emparejadas con una pareja profesional que les instruye en los diferentes bailes cada semana y compite junto a ellos en la competencia televisada. Un total de 20 bailarines profesionales han aparecido junto a celebridades, algunos por solo una temporada.
Clave de color:
| Ganó la temporada Segundo puesto en la temporada Tercer puesto en la temporada | Último puesto en la temporada Se retiró en la temporada |

| Bailarín(a) profesional | Temporada          | Temporada              | Temporada          | Temporada           | Temporada        | Temporada        |                   |
| Bailarín(a) profesional | 1                  | 2                      | 3                  | 4                   | 5                | 6                | 7                 |
| ----------------------- | ------------------ | ---------------------- | ------------------ | ------------------- | ---------------- | ---------------- | ----------------- |
| Alhanna Morales         | Álex Costa         | Maynor Solano          | Álvaro Mesén       | Gustavo Gamboa      | Pablo Rodríguez  | Johnny López     | Mauricio Hoffmann |
| Yessenia Reyes          | Pedro Capmany      | Renzo Rímolo           | Bismarck Méndez    | Daniel Carvajal     | Gustavo Peláez   | Dany "Destino"   | Víctor Nuñez      |
| Lucía Jiménez           |                    | Mauricio Montero       | Daniel Vargas      | S. Fitzgerald Haney | Jara Jecsinior   | Greivin Morgan   | Joaquín Yglesias  |
| Diana de la O           | Rogelio Royes      | Michael Bleak          |                    | Víctor Carvajal     |                  |                  |                   |
| Kevin Vera              |                    |                        |                    |                     | Johanna Solano   | Coco Vargas      | Gabriela Jiménez  |
| Javier Acuña            |                    | Victoria Fuentes       | Karina Ramos       | Marcela Ugalde      | Viviana Calderón | Sofía Chaverri   | Nicole Aldana     |
| Michael Rubí            |                    | Doris Goldewight       | Jalé Berahimi      | Sophía Rodríguez    | Keyla Sánchez    | Sharon Segura    | Lorna Cepeda      |
| David Hernández         | Lorena Velázquez   |                        | Glenda Peraza      | Johanna Ortiz       |                  |                  |                   |
| David Hernández         | Marcela Negrini    |                        | Glenda Peraza      | Johanna Ortiz       |                  |                  |                   |
| Roberto González        | Maureen Salguero   | Charlene Stewart       |                    |                     |                  |                  |                   |
| Ronald Hidalgo          | Alejandra González |                        |                    |                     |                  |                  |                   |
| Angélica Gamboa         | Rafael Calderón    | Don Stockwell          | Daniel del Barco   |                     |                  |                  | José Miguel Cruz  |
| Fiorella Sanchéz        | Alonso Solís       |                        |                    |                     |                  |                  |                   |
| Billy Corado            | Marisol Soto       | Monserrat del Castillo |                    | Adriana Durán       | Amanda Moncada   | Fabiana Granados |                   |
| Diego Flores            | Lorena Velázquez   |                        | Gabriela Traña     |                     |                  |                  |                   |
| Brenda Jiménez          |                    |                        | Gustavo Rojas      |                     |                  |                  |                   |
| Steven Gómez            |                    | María González         | Alejandra Portillo |                     |                  |                  |                   |
| Tatiana Sánchez         |                    |                        |                    | Harold Wallace      | Oscar López      | Marko Jara       |                   |
| Jahzeel Acevedo         |                    |                        |                    |                     | Wesley Vargas    | Jair Cruz        | Bryan Ganoza      |
| Erick Vásquez           |                    |                        |                    | Natalia Carvajal    | Yokasta Valle    | Andrea Morales   | Kimberly Loaiza   |
| Andrés Fernández        |                    |                        |                    |                     |                  |                  | Melissa Diakova   |

## Especificaciones de las temporadas
| Temporada | Nro. de   | Nro. de | Fechas de duración                         | Parejas en la final             | Parejas en la final                 | Parejas en la final                    |
| Temporada | Estrellas | Semanas | Fechas de duración                         | Primer puesto                   | Segundo puesto                      | Tercer puesto                          |
| --------- | --------- | ------- | ------------------------------------------ | ------------------------------- | ----------------------------------- | -------------------------------------- |
| 1         | 10        | 12      | 24 de agosto — 9 de noviembre de 2014      | Álex Costa & Alhanna Morales    | Pedro Capmany & Yessenia Reyes      | Lorena Velázquez & David Hernández     |
| 2         | 10        | 12      | 13 de septiembre — 29 de noviembre de 2015 | Renzo Rímolo & Yessenia Reyes   | Mauricio Montero & Lucía Jiménez    | Montserrat del Castillo & Billy Corado |
| 3         | 10        | 12      | 11 de septiembre — 26 de noviembre de 2016 | Daniel Vargas & Lucía Jiménez   | Bismarck Méndez & Yessenia Reyes    | Jalé Berahimi & Michael Rubí           |
| 4         | 10        | 12      | 10 de septiembre — 26 de noviembre de 2017 | Víctor Carvajal & Diana de la O | S. Fitzgerald Haney & Lucía Jiménez | Sophia Rodríguez & Michael Rubí        |
| 5         | 10        | 12      | 9 de septiembre — 25 de noviembre de 2018  | Johanna Solano & Kevin Vera     | Keyla Sánchez & Michael Rubí        | Gustavo Pelaéz & Yessenia Reyes        |
| 6         | 10        | 12      | 25 de agosto - 10 de noviembre de 2019     | Sofía Chaverri & Javier Acuña   | Greivin Morgan & Lucía Jiménez      | Marko Jara & Tatiana Sánchez           |
| 7         | 10        | 13      | 26 de junio - 25 de septiembre de 2022     | Lorna Cepeda & Michael Rubí     | Kimberly Loaiza & Erick Vázquez     | Mauricio Hoffmann & Alhanna Morales    |

## Temporadas

### Temporada 1 (2014)
Artículo principal: Dancing with the Stars Costa Rica (Temporada 1)
Esta primera edición comenzó el 24 de agosto y finalizó 9 de noviembre del 2014. En esta edición participaron 10 celebridades emparejadas con bailarines profesionales. Randall Vargas y Shirley Álvarez fueron el presentador y la copresentadora, respectivamente. Los jueces fueron: la música, actriz, bailarina y coreógrafa Flor Urbina, el bailarín, coreógrafo y profesor de baile David Martínez, y el actor y cantante César Melendez. 
Durante el show, Marcela Negriniii abandonó la competencia por motivos de salud. En su lugar reingresó la chef Lorena Velázquez, quién había sido la primera eliminada de la competencia.
Los concursantes de la primera temporada fueron:
| Celebridad         | Ocupación                           | Bailarín(a) profesional | Estado         |
| ------------------ | ----------------------------------- | ----------------------- | -------------- |
| Lorena Velázquez   | Chef                                | Diego Flores            | 1.º Eliminados |
| Rogelio Royes      | Cantante                            | Diana de la O           | 2.º Eliminados |
| Marisol Soto       | Presentadora de TV                  | Billy Corado            | 3.º Eliminados |
| Marcela Negrini    | Modelo & empresaria                 | David Hernández         | Abandona       |
| Alonso Solís       | Exfutbolista & cantante             | Fiorella Sanchéz        | 4.º Eliminados |
| Rafael Calderón    | Chef                                | Angélica Gamboa         | 5.º Eliminados |
| Alejandra González | Presentadora de TV                  | Ronald Hidalgo          | 6.º Eliminados |
| Maureen Salguero   | Presentadora de TV y radio & actriz | Roberto González        | 7.º Eliminados |
| Lorena Velázquez   | Chef                                | David Hernández         | Tercer puesto  |
| Pedro Capmany      | Cantautor                           | Yessenia Reyes          | Segundo puesto |
| Álex Costa         | Comediante & actor                  | Alhanna Morales         | Ganadores      |

### Temporada 2 (2015)
Artículo principal: Dancing with the Stars Costa Rica (Temporada 2)
Esta segunda edición comenzó el 13 de septiembre y finalizó 29 de noviembre de 2015. En esta edición compitieron 10 celebridades emparejadas con bailarines profesionales. Randall Vargas y Shirley Álvarez retornaron como presentadores, a la conducción se sumó Boris Sossa en el backstage. Mientras que los jueces de la edición anterior regresaron. 
Los concursantes de la segunda temporada fueron:
| Celebridad             | Ocupación                   | Bailarín(a) profesional | Estado         |
| ---------------------- | --------------------------- | ----------------------- | -------------- |
| María González         | Presentadora de TV & modelo | Steven Gómez            | 1.º Eliminados |
| Michael Bleak          | Ganadero & empresario       | Diana de la O           | 2.º Eliminados |
| Victoria Fuentes       | Periodista                  | Javier Acuña            | 3.º Eliminados |
| Charlene Stewart       | Cantante                    | Roberto González        | 4.º Eliminados |
| Doris Goldewight       | Chef                        | Michael Rubí            | 5.º Eliminados |
| Don Stockwell          | Empresario artístico        | Angélica Gamboa         | 6.º Eliminados |
| Maynor Solano          | Periodista deportivo        | Alhanna Morales         | 7.º Eliminados |
| Monserrat del Castillo | Modelo & presentadora de TV | Billy Corado            | Tercer puesto  |
| Mauricio Montero       | Exfutbolista                | Lucía Jiménez           | Segundo puesto |
| Renzo Rímolo           | Comediante                  | Yessenia Reyes          | Ganadores      |

### Temporada 3 (2016)
Artículo principal: Dancing with the Stars Costa Rica (Temporada 3)
La tercera edición inició el 11 de septiembre y finalizó 26 de noviembre del 2016. Esta edición estuvo conformada por 10 celebridades emparejadas con bailarines profesionales. Randall Vargas y Shirley Álvarez retornaron como presentadores, la conducción del backstage quedó a cargo de Mauricio Hoffman. Mientras que Flor Urbina y David Martínez regresaron como jueces. Se unió al panel de jueces el actor y comediante Álex Costa, quien fue el ganador de la temporada 1. 
Los concursantes de la tercera temporada fueron:
| Celebridad         | Ocupación                       | Bailarín(a) profesional | Estado         |
| ------------------ | ------------------------------- | ----------------------- | -------------- |
| Alejandra Portillo | Actriz                          | Steven Gómez            | 1.º Eliminados |
| Gustavo Rojas      | Actor & Presentador de TV       | Brenda Jiménez          | 2.º Eliminados |
| Álvaro Mesén       | Exfutbolista                    | Alhanna Morales         | 3.º Eliminados |
| Daniel del Barco   | Diseñador de calzados           | Angélica Gamboa         | 4.º Eliminados |
| Gabriela Traña     | Atleta                          | Diego Torres            | 5.º Eliminados |
| Glenda Peraza      | Presentadora de TV & modelo     | David Hernández         | 6.º Eliminados |
| Karina Ramos       | Modelo & Miss Costa Rica 2014   | Javier Acuña            | 7.º Eliminados |
| Jalé Berahimi      | Presentadora de TV & empresaria | Michael Rubí            | Tercer puesto  |
| Bismarck Méndez    | Presentador de TV & actor       | Yessenia Reyes          | Segundo puesto |
| Daniel Vargas      | Chef                            | Lucía Jiménez           | Ganadores      |

### Temporada 4 (2017)
Artículo principal: Dancing with the Stars Costa Rica (Temporada 4)
La cuarta edición inició el 10 de septiembre y finalizó 26 de noviembre del 2017. Esta edición estuvo conformada por 10 celebridades emparejadas con bailarines profesionales. Randall Vargas y Shirley Álvarez retornaron como presentadores, la conducción del backstage quedó a cargo de Bismarck Méndez. Mientras que Flor Urbina, David Martínez y Álex Costa regresaron como jueces. 
Los concursantes de la cuarta temporada fueron:
| Celebridad                | Ocupación                                 | Bailarín(a) profesional | Estado         |
| ------------------------- | ----------------------------------------- | ----------------------- | -------------- |
| Harold Wallace            | Exfutbolista                              | Tatiana Sánchez         | 1.º Eliminados |
| Adriana Durán             | Periodista & presentadora de TV           | Billy Corado            | 2.º Eliminados |
| Natalia Carvajal          | Presentadora de TV & Miss Costa Rica 2018 | Erik Vasquéz            | 3.º Eliminados |
| Johanna Ortiz             | Presentadora de TV & modelo               | David Hernández         | 4.º Eliminados |
| Gustavo Gamboa            | Locutor                                   | Alhanna Morales         | 5.º Eliminados |
| Marcela Ugalde            | Actriz                                    | Javier Acuña            | 6.º Eliminados |
| Daniel Carvajal           | Modelo & Excombatiente                    | Yessenia Reyes          | 7.º Eliminados |
| Sophia Rodríguez          | Chef                                      | Michael Rubí            | Tercer puesto  |
| Stafford Fitzgerald Haney | Exembajador de los Estados Unidos         | Lucía Jiménez           | Segundo puesto |
| Víctor Carvajal           | Presentador de TV                         | Diana de la O           | Ganadores      |

### Temporada 5 (2018)
Artículo principal: Dancing with the Stars Costa Rica (Temporada 5)
La quinta edición inició el 9 de septiembre, y finalizó el 25 de noviembre del 2018. Esta edición estuvo conformada por 10 celebridades emparejadas con bailarines profesionales. Randall Vargas y Shirley Álvarez retornaron como presentadores, la conducción del backstage siguió a cargo de Bismarck Méndez. Mientras que los jueces fueron los mismos de la edición anterior. Además se coronó a la primera mujer campeona de la historia del programa. 
Los concursantes de la quinta temporada fueron:
| Celebridad       | Ocupación                     | Bailarín(a) profesional | Estado         |
| ---------------- | ----------------------------- | ----------------------- | -------------- |
| Wesley Vargas    | Personalidad de TV            | Jahzeel Acevedo         | 1.º Eliminados |
| Amanda Moncada   | Modista                       | Billy Corado            | 2.º Eliminados |
| Pablo Rodríguez  | Actor                         | Alhanna Morales         | 3.º Eliminados |
| Yokasta Valle    | Boxeadora                     | Erick Vázquez           | 4.º Eliminados |
| Oscar López      | Político                      | Tatiana Sánchez         | 5.º Eliminados |
| Viviana Calderón | Presentadora de TV & actriz   | Javier Acuña            | 6.º Eliminados |
| Jecsinior Jara   | Cantante                      | Lucía Jiménez           | 7.º Eliminados |
| Gustavo Peláez   | Locutor & comediante          | Yessenia Reyes          | Tercer puesto  |
| Keyla Sánchez    | Presentadora de TV & locutora | Michael Rubí            | Segundo puesto |
| Johanna Solano   | Modelo & Miss Costa Rica 2011 | Kevin Vera              | Ganadores      |

### Temporada 6 (2019)
Artículo principal: Anexo:Dancing with the Stars (Costa Rica, temporada 6)
La sexta edición inició el 25 de agosto de 2019. Esta edición estuvo conformada por 10 celebridades emparejadas con bailarines profesionales. Randall Vargas y Shirley Álvarez retornaron como presentadores, la conducción del backstage estuvo a cargo de Natalia Carvajal y Natalia Rodríguez. 
Los concursantes de la sexta temporada fueron:
| Celebridad               | Ocupación                         | Bailarín(a) profesional | Estado         |
| ------------------------ | --------------------------------- | ----------------------- | -------------- |
| Andrea Morales           | Política & abogada                | Erick Vásquez           | 1.º Eliminados |
| Silvia "Coco" Vargas     | Influencer & vlogger              | Kevin Vera              | 2.º Eliminados |
| Jair Cruz                | Locutor                           | Jahzeel Acevedo         | 3.º Eliminados |
| Fabiana Granados Herrera | Miss Costa Rica 2013 & empresaria | Billy Corado            | 4.º Eliminados |
| Johnny López             | Presentador & periodista          | Alhanna Morales         | 5.º Eliminados |
| Dany Pérez (Destino)     | Influencer                        | Yessenia Reyes          | 6.º Eliminados |
| Sharon Segura            | Modelo & presentadora             | Michael Rubí            | 7.º Eliminados |
| Marko Jara               | Cantante & Excombatiente          | Tatiana Sánchez         | Tercer puesto  |
| Greivin Morgan           | Modelo                            | Lucía Jiménez           | Segundo puesto |
| Sofía Chaverri           | Actriz                            | Javier Acuña            | Ganadores      |

### Temporada 7 (2022)
Artículo principal: Anexo:Dancing with the Stars (Costa Rica, temporada 7)
La séptima edición inició el 26 de junio de 2022. Esta edición está conformada por 10 celebridades emparejadas con bailarines profesionales. Randall Vargas y Shirley Álvarez retornaron como presentadores, la conducción del backstage está a cargo de María González y Natalia Rodríguez. 
Los participantes de esta temporada son:
| Celebridad        | Ocupación                              | Bailarín(a) profesional | Estado         |
| ----------------- | -------------------------------------- | ----------------------- | -------------- |
| Melissa Diakova   | Directora de cine, actriz y deportista | Andrés Fernández        | 1° Eliminados  |
| José Miguel Cruz  | Periodista                             | Angélica Gamboa         | 2° Eliminados  |
| Gabriela Jiménez  | Periodista                             | Kevin Vera              | 3° Eliminados  |
| Bryan Ganoza      | Modelo y cantante                      | Jahzeel Acevedo         | 4° Eliminados  |
| Nicole Aldana     | Modelo y empresaria                    | Javier Acuña            | 5° Eliminados  |
| Víctor Núñez      | Futbolista                             | Yessenia Reyes          | 6° Eliminados  |
| Joaquín Yglesias  | Cantante                               | Lucía Jiménez           | 7° Eliminados  |
| Mauricio Hoffmann | Presentador de TV                      | Alhana Morales          | Tercer puesto  |
| Kimberly Loaiza   | Modelo y Presentadora de TV            | Erick Vázquez           | Segundo puesto |
| Lorna Cepeda      | Actriz                                 | Michael Rubí            | Ganadores      |